# 托马斯·华立·齐维尔斯
托马斯·华立·齐维尔斯（英語：Thomas Holley Chivers，1809年10月18日—1858年12月18日），美国诗人。
生于佐治亚州华盛顿的一个富有农场主家庭。早年是内科医师，1832年出版诗集《悲伤的旅途》。卒于佐治亚州第开特。齐维尔斯1840年开始与爱伦·坡通信，文学理论和诗歌创作都和后者十分接近。